# Morris Plains
Morris Plains es un borough ubicado en el condado de Morris en el estado estadounidense de Nueva Jersey. En el año 2010 tenía una población de 5,532 habitantes y una densidad poblacional de 813 personas por km².

## Geografía
Morris Plains se encuentra ubicado en las coordenadas 40°50′10″N 74°28′53″O / 40.83611, -74.48139.

## Demografía
Según la Oficina del Censo en 2000 los ingresos medios por hogar en la localidad eran de $84,806 y los ingresos medios por familia eran $98,333. Los hombres tenían unos ingresos medios de $75,040 frente a los $44,554 para las mujeres. La renta per cápita para la localidad era de $36,553. Alrededor del 2.4% de la población estaba por debajo del umbral de pobreza.